# سرخیو آمائوری پونسه
سرخیو آمائوری پونسه (اسپانیایی: Sergio Amaury Ponce‎؛ زادهٔ ۱۳ اوت ۱۹۸۱) بازیکن سابق و مربی فوتبال اهل مکزیک است.
از باشگاه‌هایی که در آن بازی کرده‌است می‌توان به باشگاه فوتبال گوادالاخارا، باشگاه فوتبال کرتارو، باشگاه فوتبال اطلس، باشگاه فوتبال دپورتیوو تولوکا، و باشگاه فوتبال تیگرس اونال اشاره کرد.
وی همچنین در تیم‌های ملی فوتبال زیر ۲۳ سال مکزیک و مکزیک بازی کرده‌است.